# Fodsvamp
Fodsvamp (tinea pedis) er en infektion med hudsvampe (dermatofytter) som lever i det yderste hudlag hvor cellerne er døde, det såkaldte hornlag.